# Mitrofan (Šević)
Mitrofan, imię świeckie Milan Šević (ur. 14 sierpnia 1854 w Nowym Sadzie, zm. w styczniu 1918 tamże) – serbski biskup prawosławny.

## Życiorys
Pochodził z Nowego Sadu, tam też ukończył gimnazjum serbskie. Następnie wyjechał do Grazu na studia prawnicze, które ukończył w Zagrzebiu. W 1879 ukończył natomiast seminarium duchowne w Sremskich Karlovcach. W roku następnym został zatrudniony jako wykładowca serbskiego seminarium w Zadarze, w którym w roku następnym otrzymał stopień profesorski, równocześnie pracował również jako bibliotekarz.
Po ukończeniu seminarium złożył śluby mnisze w riasofor, zaś 21 kwietnia 1880 został wyświęcony na diakona przez biskupa dalmackiego Stefanem. Następnie złożył wieczyste śluby mnisze, przyjmując imię zakonne Mitrofan. 28 września 1881 wyświęcono go na hieromnicha. Cztery lata później został rektorem seminarium w Zadarze i pełnił tę funkcję przez sześć lat. W roku następnym patriarcha serbski Jerzy mianował go protosynglem i wyznaczył na stanowisko rektora seminarium duchownego w Sremskich Karlovcach. Równocześnie hieromnich Mitrofan został przełożonym monasteru Novo Hopovo i kierownikiem szkoły dla mnichów przy tymże klasztorze. W 1895 otrzymał godność archimandryty, równocześnie obejmując godność przełożonego monasteru Krušedol.
Autor prac z dziedziny historii Serbskiego Kościoła Prawosławnego, not biograficznych metropolitów karłowickich i ordynariuszy pozostałych serbskich eparchii w Austro-Węgrzech. Przetłumaczył na język serbski katechizm metropolity kijowskiego Piotra Mohyły i dwutomową Prawosławną Teologię Dogmatyczną metropolity moskiewskiego Makarego.
16 czerwca 1899 został wyświęcony na biskupa Baczki. W Nowym Sadzie wzniósł nową rezydencję biskupów Baczki, zainicjował także remont soboru katedralnego, w czasie którego do jego wnętrza wstawiony został ikonostas zaprojektowany przez Paję Jovanovicia. Wspierał finansowo ubogie rodziny serbskiego, opłacając naukę szkolną dzieci.
W 1907, wybrany przez sobór cerkiewno-ludowy na metropolitę karłowickiego i patriarchę serbskiego, nie zgodził się przyjąć urzędu.
Zmarł w 1918 i został pochowany w soborze w Nowym Sadzie.